# Sart-Risbart
Sart-Risbart is een gehucht in de Belgische provincie Waals-Brabant. Het ligt in Opprebais, een deelgemeente van Incourt. Sart-Risbart vormt er het westelijk deel van de gemeente Incourt.
Ten noordoosten van Sart-Risbart ligt de Vliegbasis Bevekom.

## Bezienswaardigheden
- De Sint-Barbarakerk (Église Sainte-Barbe) is een classicistisch kerkgebouw van 1793 met een neoclassicistische voorgevel en toren van 1860.
- De Onze-Lieve-Vrouwekapel (Chapelle Notre-Dame) is van oorsprong een romaanse kapel uit de 13e eeuw.
- De Cijnshoeve van Sart-Risbart (Grande cense de Sart-Risbart) , hoeve opgericht door de Abdij van Villers tussen 1160 en 1185 met gebouwen uit de 17e en 18e eeuw
- Het Château de Fontenelle is een neoclassicistisch kasteel van 1873, gelegen in een park.
- Hoeve van Fontenelle, gesloten hoeve uit 18e eeuw
- Het voormalig Dominicanenklooster (Couvent des dominicaines de Béthanie), gesticht in 1898 in een voormalige boerderij  en na hun vertrek in 1994 werd het omgevormd tot zorginstelling voor volwassenen.

## Natuur en landschap
De hoogte aan de kerk bedraagt 148 meter. Er zijn twee bossen:
- Het Bois de Beausart, ten noordwesten
- Het Bois de la Chise, ten noordoosten

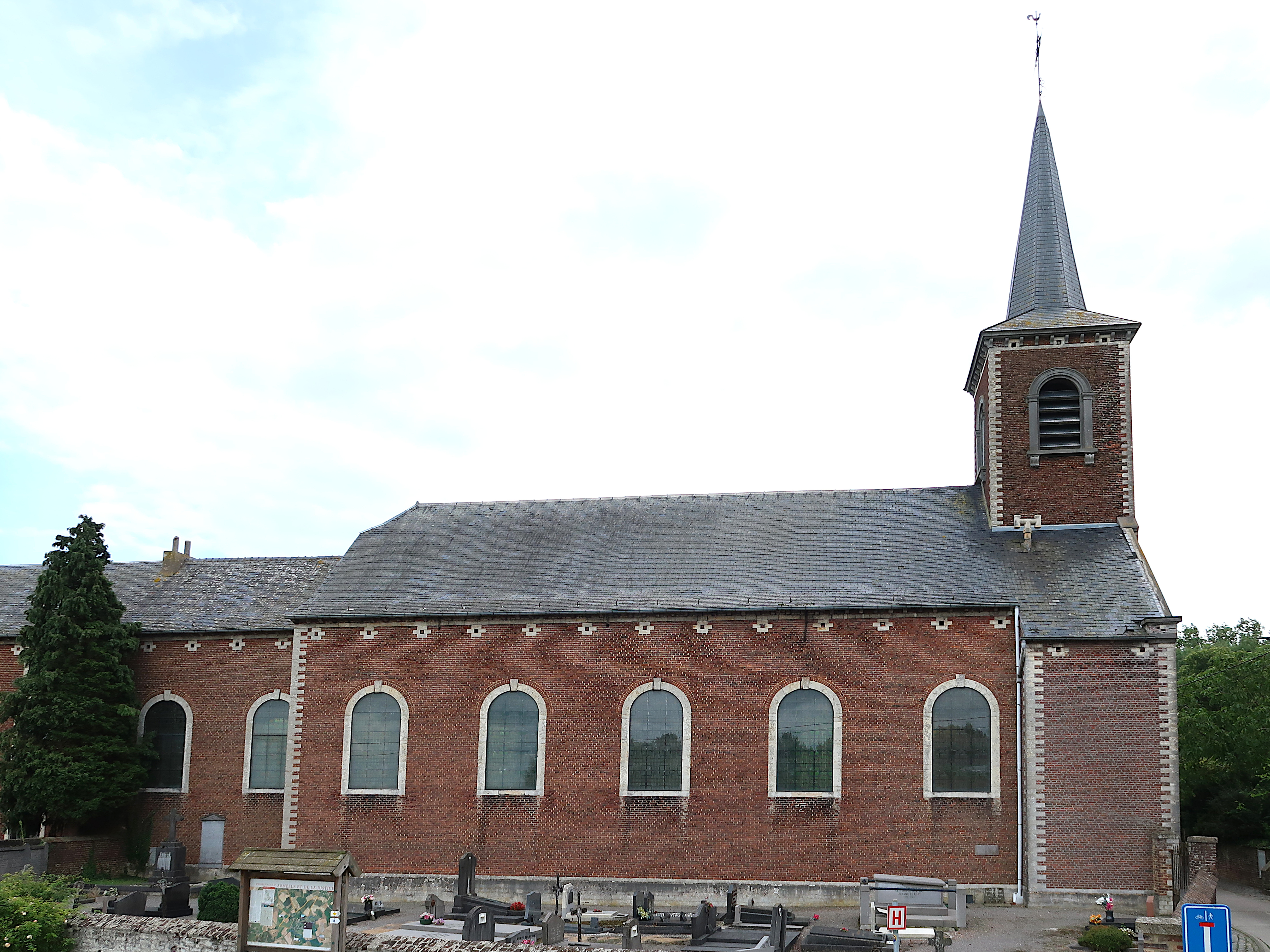
Sint-Barbarakerk
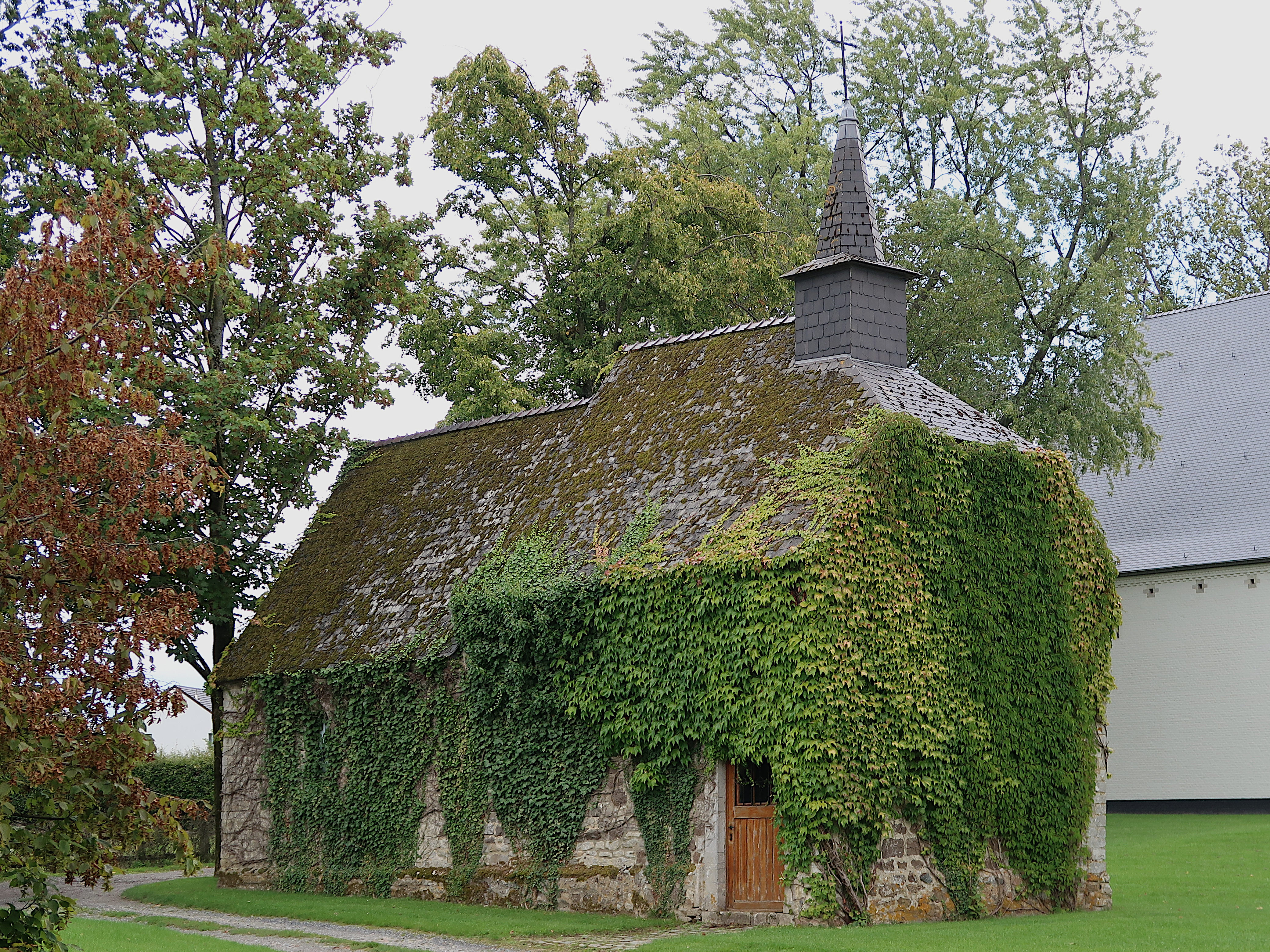
Kapel van Sart-Isbart
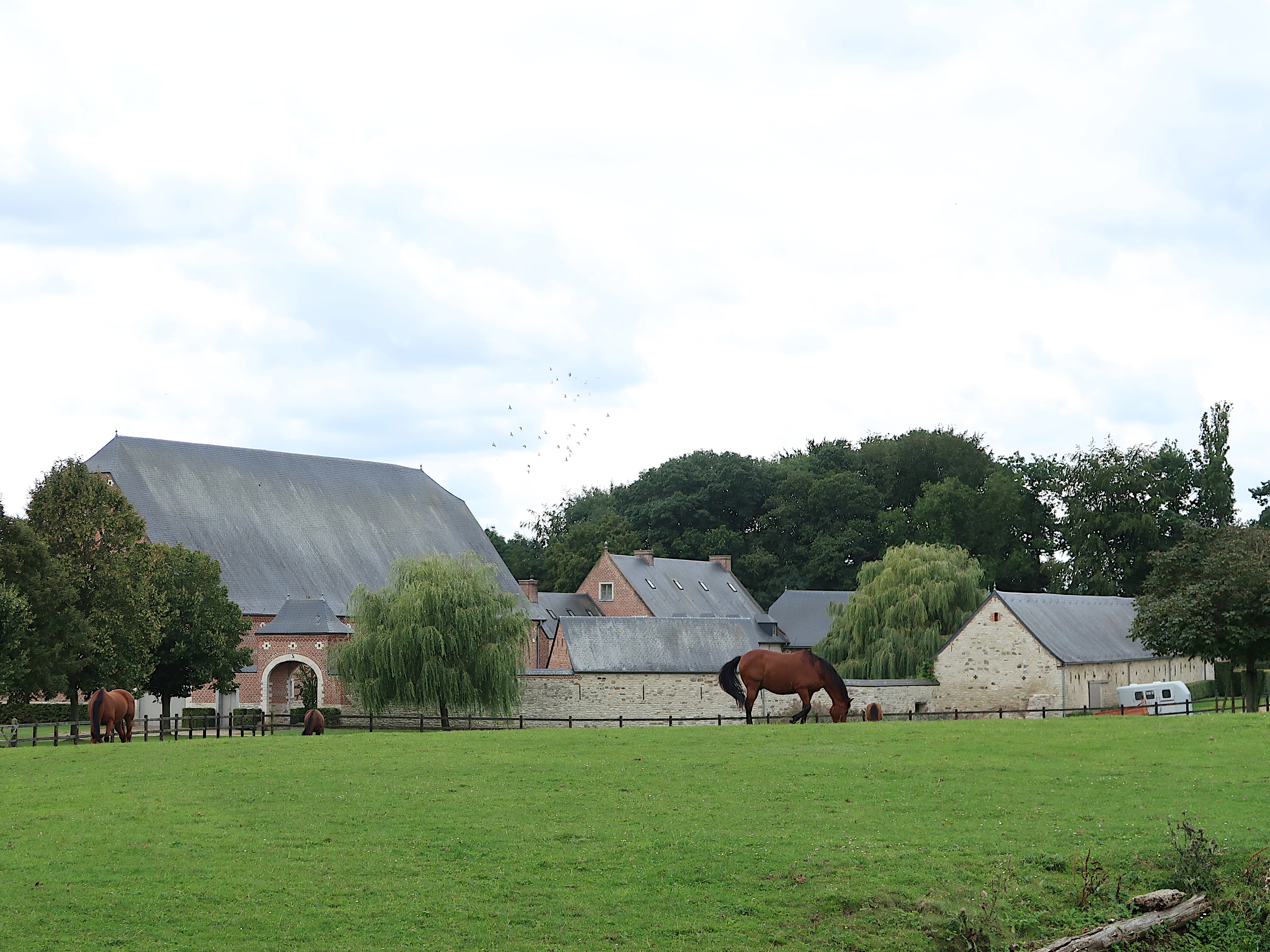
Cijnshoeve van Sart-Risbart
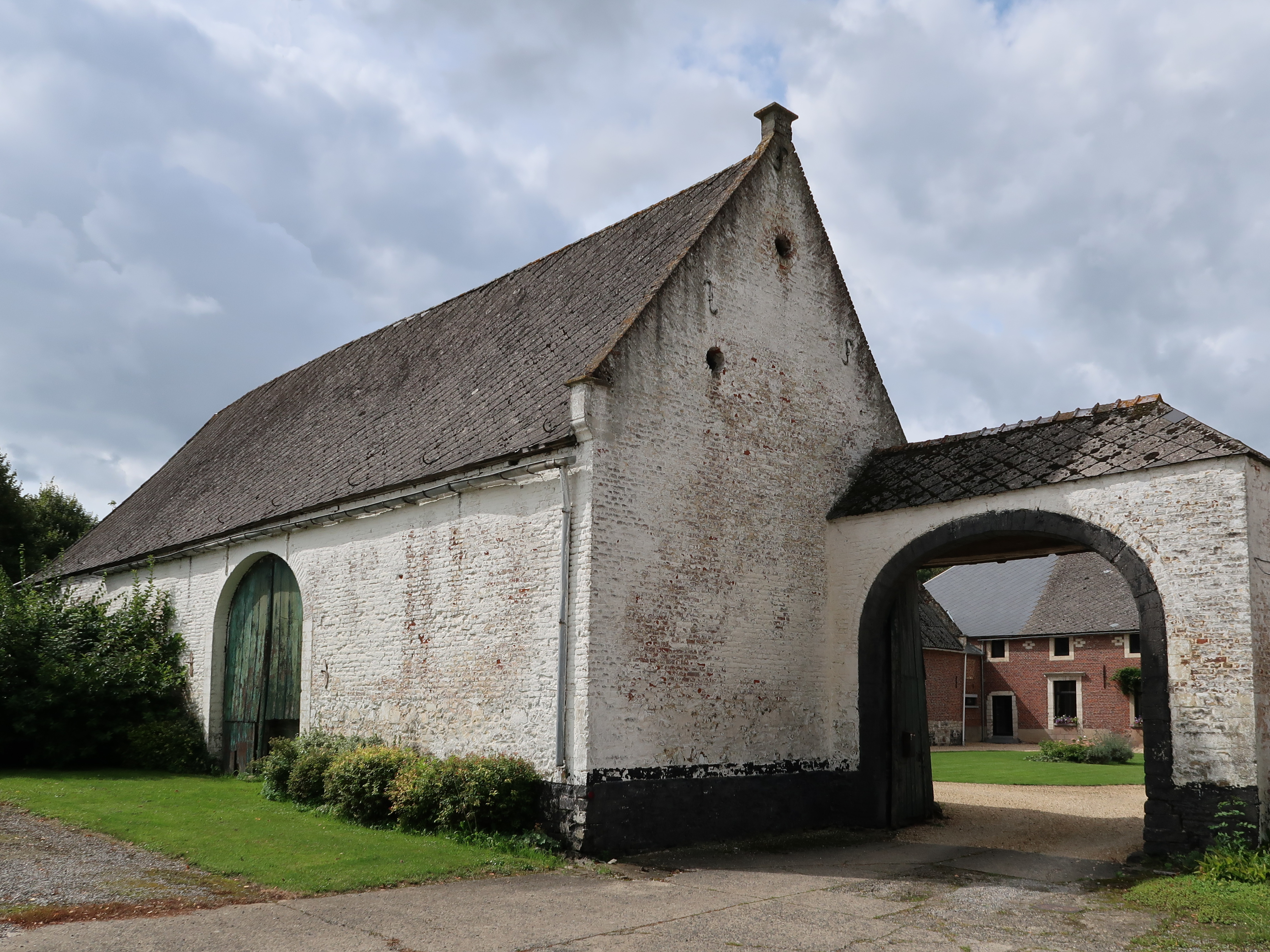
Hoeve van Fontenelle
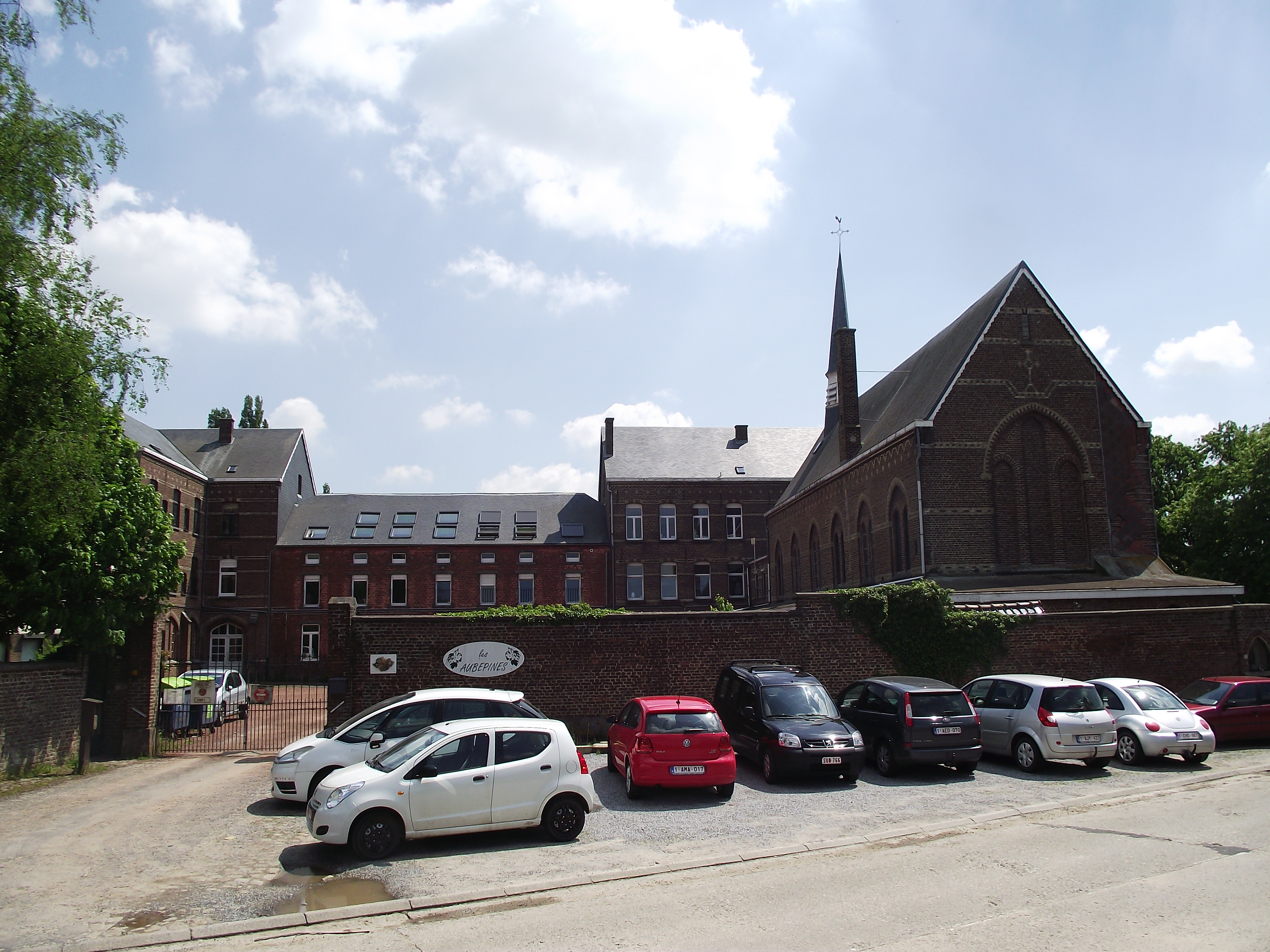
Zorginstelling Aubépines in het voormalig klooster

## Verkeer en vervoer
Ten noorden van het dorp loopt de N240, ten oosten de N91.

### Buurtspoorweg

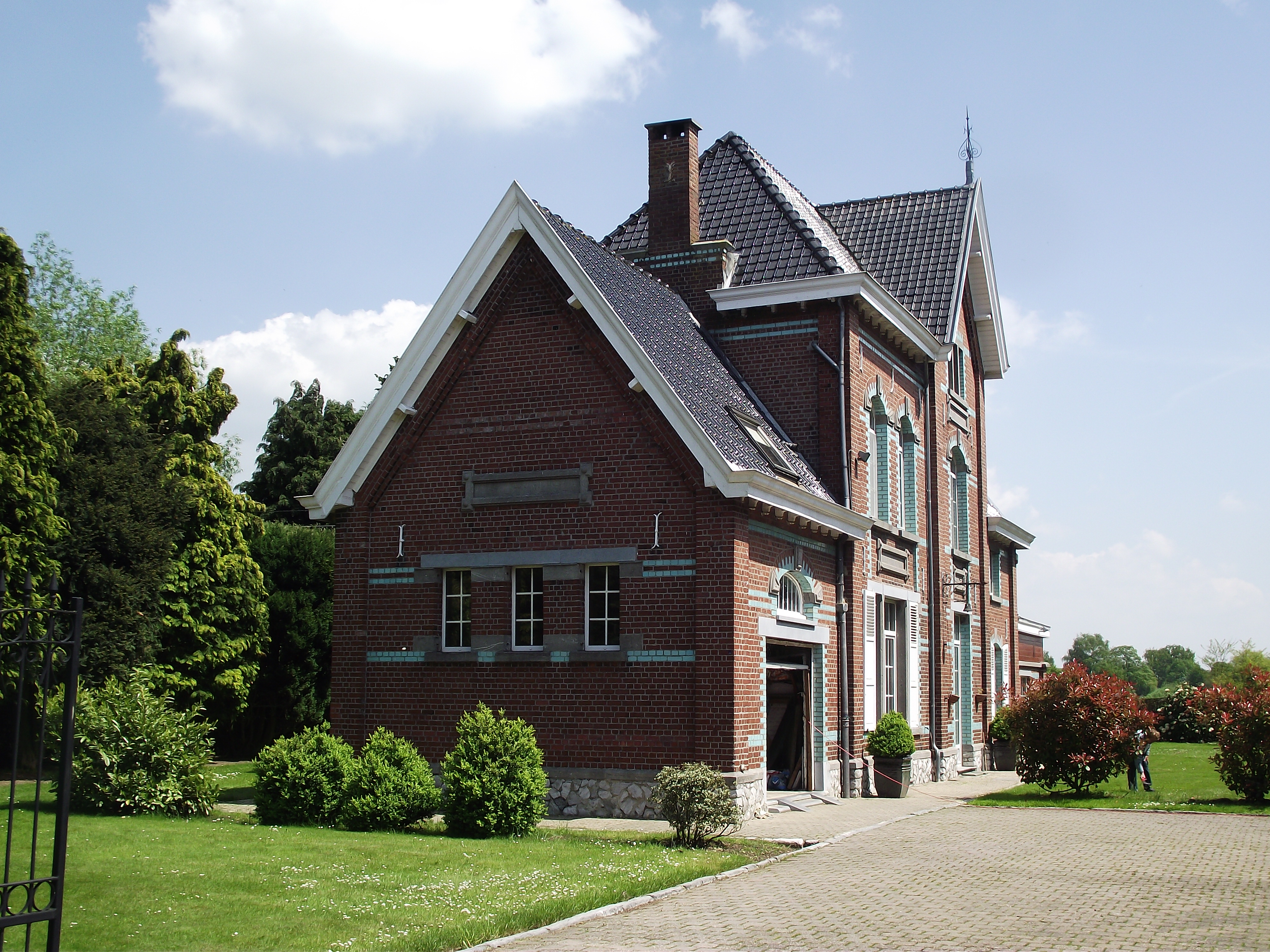
Stationsgebouw met wachtzaal en loket

In het dorp ligt een voormalig buurtspoorwegstation en stelplaats van Sart-Risbart. Het station werd geopend op 1 september 1900 op de buurtspoorweglijn van Incourt naar Chastre en Courcelles in Henegouwen, die volledig in dienst werd genomen vanaf 17 oktober 1904. Deze lijn was een strategische buurtspoorwegverbinding van Henegouwen met Geldenaken en de rest van het buurtspoorwegnet in Brabant en de rest van het land. Vanaf 24 april 1902 werd vanaf Sart-Risbart een zijlijn naar Gembloers geopend. Op 30 september 1950 werd de reizigersdienst richting naar Chastre opgeheven. De reizigersdienst Geldenaken - Gembloers werd op 1 juni 1958 opgeheven. Alle goederendiensten zijn opgeheven in 1959 en de sporen op de baanvakken werden opgebroken in 1960. Het stationsemplacement met sporen werd verkocht aan een particulier die zelf de sporen bij het station heeft verwijderd. Van het baanvak naar Chastre is niets meer te herkennen. Dit baanvak werd omgeploegd en maakt thans deel uit van een akker. De lijn naar Gembloers is een tijd als landbouwweg gebruikt maar is nu overwoekerd en privéterrein. Een klein gedeelte in de buurt van het station is in gebruik als wandelroute.

## Nabijgelegen kernen
Opprebais, Incourt, Chaumont, Longueville, Tourinnes-les-Ourdons, Malèves
Deelgemeenten: Glimes · Incourt · Opprebais · Piétrebais · Roux-Miroir

Overige dorpen en gehuchten: Alliébroux · Brombais · Chapelle-Saint-Laurent · Happeau · La Haie · Le Manil · Longpré · Sart-Risbart · Thorembisoul

Belgische gemeenten · Arrondissement Nijvel · Waals-Brabant · Wallonië